# قلعة كرانسبرغ

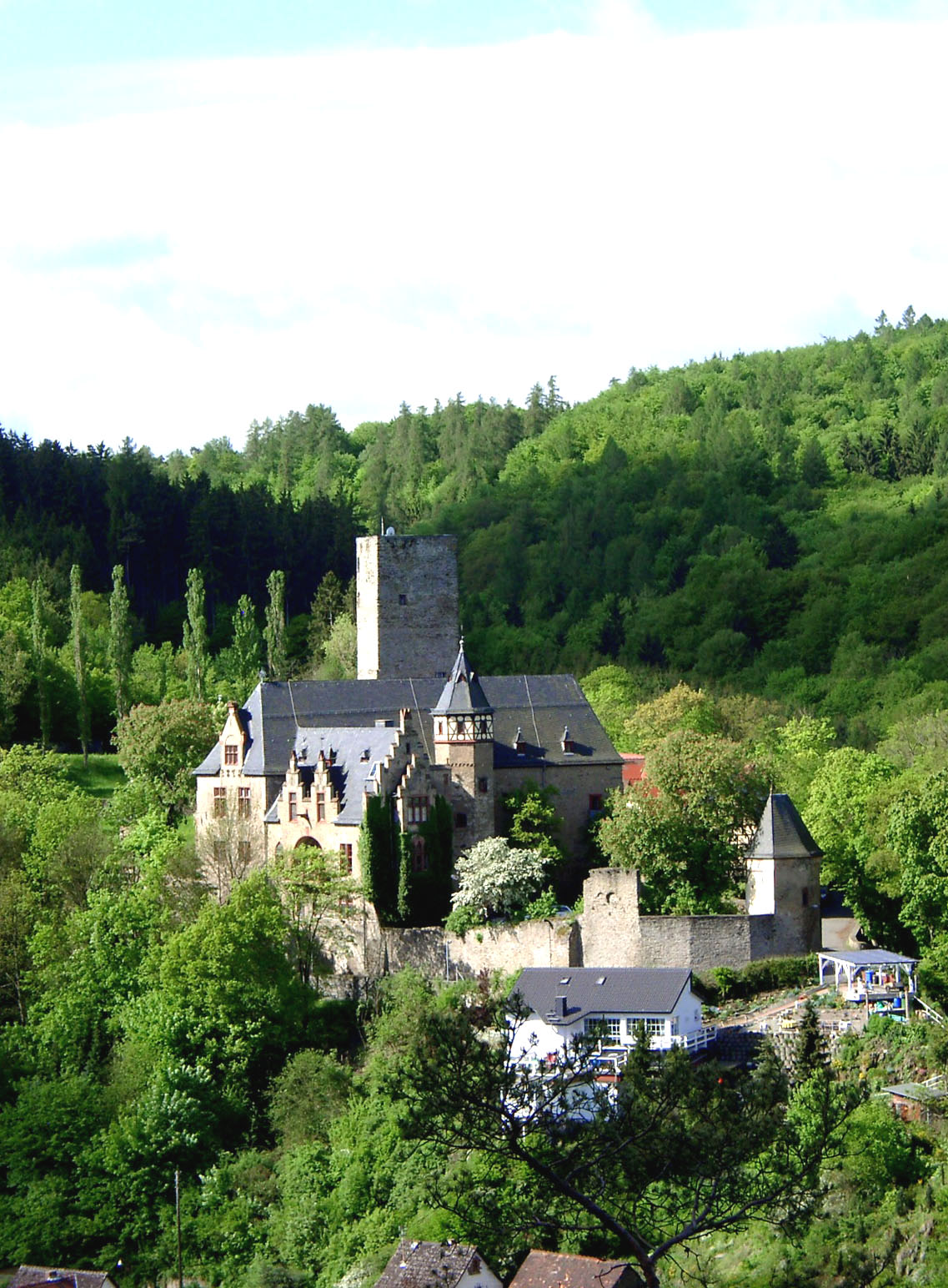
قلعة كرانسبرغ

تقع قلعة كرانسبرغ على صخرة شديدة الانحدار بالقرب كرانسبرغ (دمجها أوزينغن في عام 1971)، وهي قرية يعيش فيها حوالي 800 نسمة في جبال تاونوس في ولاية هيس. أستخدم مبنى العصور الوسطى، الذي اكتسب مظهره الحالي في أواخر القرن التاسع عشر، لأغراضً عسكرية واستخباراتية في الحرب العالمية الثانية وأثناء الحرب الباردة. تم إعادته إلى أغراض التمثيل الأصلية خلال النصف الثاني من القرن العشرين، وأصبح لفترة وجيزة مجمعًا تجاريًا لشركات تكنولوجيا المعلومات الصغيرة وشركات الإنترنت في أوائل سنوات ما بعد الألفية.

## وقت العصور الوسطى حتى القرن التاسع عشر

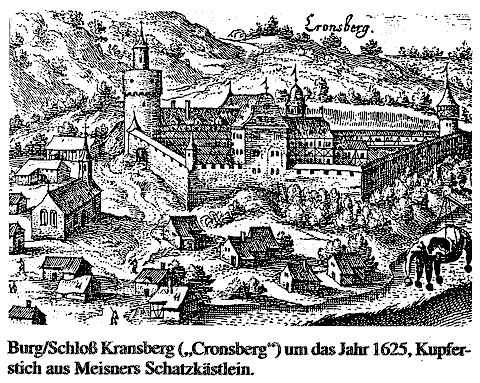
قلعة كرانسبرغ حوالي عام 1625

تم بناء قلعة كرانسبيرج الأصلية حوالي عام 1170، من المفترض أنها مبنية على حصن يعود إلى القرن الحادي عشر. أول مالك موثق (في عام 1250) كان إروينوس دي كرانيشسبيرك. في عام 1310 تم بيع القلعة لدوق فيليب الرابع. فون فالكنشتاين. وقد ورثها نبل إبشتاين عام 1433، وسقط لفترة وجيزة إلى خط كونيجشتاين عام 1522 عندما توفي غوتفريد إكس فون إيبستين. انتقلت إلى مقاطعة ستولبرغ في عام 1535، إلى مطرانية ماينز في عام 1581، وتم بيعها لعائلة والدبوت فون باسينهايم في عام 1654.

## الرايخ الثالث
إيما فون شيتلين، من النبلاء النمساويين، استحوذ على القلعة في عام 1926 واستخدمها في فعاليات المجتمع حتى استولت عليها الحكومة النازية في عام 1939 ووضعتها في الاستخدام العسكري.

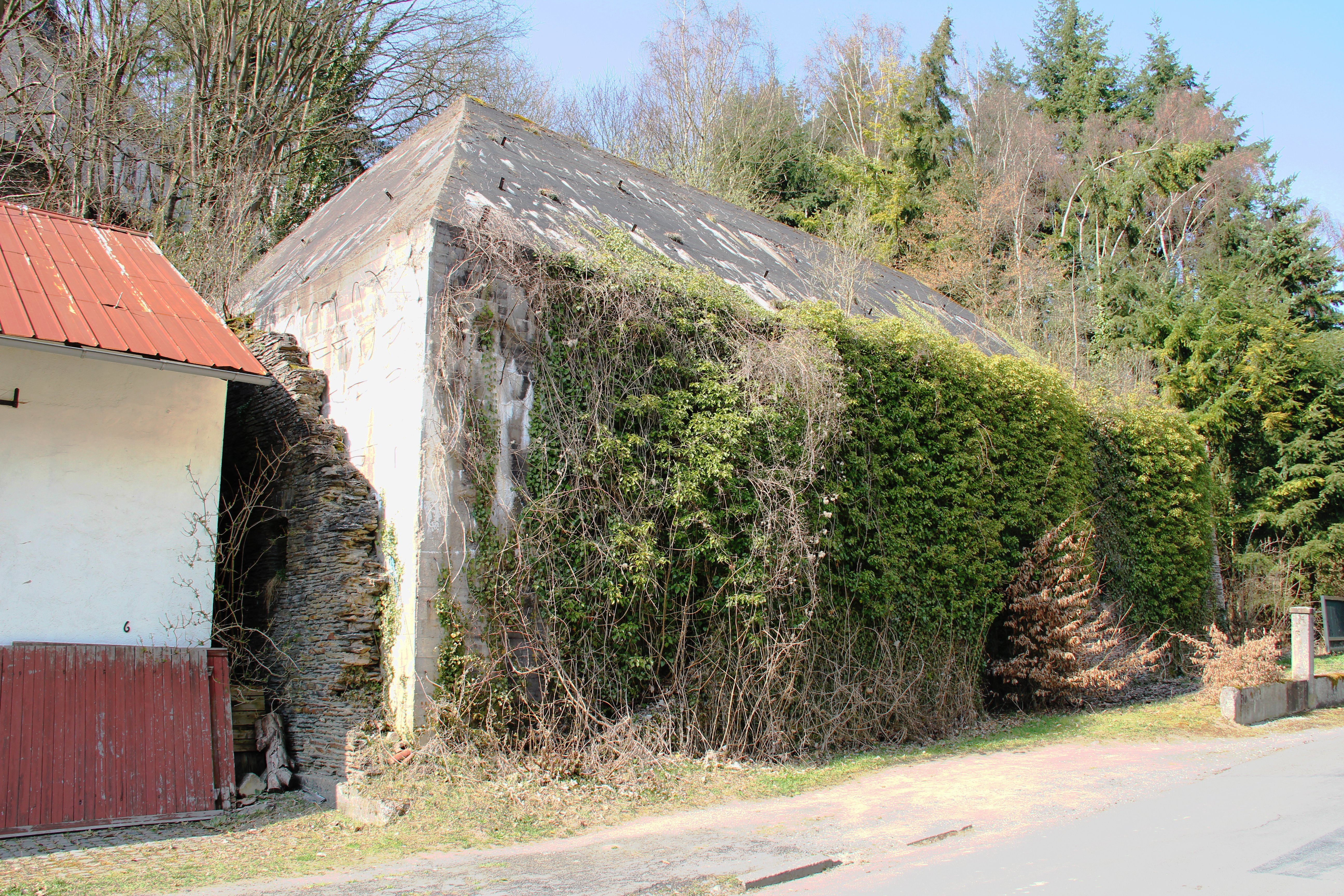
بقايا حراسة بديلة لمجمع أدلرهورست. لاحظ السقف المنحدر ومقياس المبنى، والجدار الحجري النصف مهدم من الجدار الأيسر.

من 1939-1941، قام ألبرت شبير بتكييفه للاستخدام كمقر قيادة عسكرية رئيسية لأدولف هتلر، تحت عنوان Adlerhorst. تم إخفاء مجمع من المخابئ الخرسانية القياسية في الغارات الجوية على أنها سبعة منازل ريفية، تحتها كان مجمعًا كبيرًا من المخابئ التي تم ربطعا بالقلعة. ولكن عند الانتهاء، تم رفض المجمع من قبل هتلر في زيارة في فبراير 1940، وبعد ذلك قام شبير بتكييفه ليكون بمثابة مقر لوفتفافه خلال عملية أسد البحر، غزو بريطانيا العظمى. (لا تزال بعض العناصر المميزة لأسلوب شبير المعماري واضحا في عام 2010. )
عندما تم التخلي عن خطط غزو بريطانيا لصالح عملية بربروسا، غزو الاتحاد السوفياتي، تم استخدام كرانسبيرج كمركز لإعادة تأهيل الجنود من جميع الرتب، وكملاذ شخصي ليهرمان غورينغ.
من أكتوبر 1944، أصبحت القلعة وAdlerhorst مقرًا للقائد العام لقيادة الجيش الألماني في الغرب، غيرد فون رونتشتيت. بعد محاولة مؤامرة 20 يوليو الفاشلة في حياة هتلر، والتخلي عن وكر الذئب بسبب تقدم الجيش الأحمر، احتاج هتلر إلى قاعدة عسكرية جديدة للعمليات لهجوم الآردبن القادم. وصل هتلر إلى غيسن على متن قطار فوهررسونديرزوج في 11 ديسمبر 1944، واستقر في القلعة حتى 16 يناير 1945. أنشئ فون روندستيد الذي كان يقود عملية معركة الثغرة مقره بالقرب من ليمبورغ، قريبًا بما يكفي للجنرالات وقادة بانزر الذين قادوا الهجوم لزيارة القلعة في ذلك المساء. ركض فون روندستيد من خلال الخطط، في الساعة 05:00 من يوم 15 ديسمبر، تصور هجوم ثلاثة جيوش ألمانية تتكون من أكثر من 250,000 رجل.
بعد فترة وجيزة من عيد الميلاد، وصل غورينغ واستقر في القلعة. اقترح غورينغ بشكل خاص على هتلر أن يتم السعي إلى هدنة عبر اتصالاته السويدية. طار هتلر من الغضب، وبعد تهديده بوضع جورينج أمام فرقة إطلاق النار، رفضه عقليًا كنائب للفوهرر.[بحاجة لمصدر أفضل]
بعد إلقاء خطابه لعام 1945 من Adlerhorst في الساعة 04:00، سار هتلر إلى مركز القيادة لمشاهدة تطوير عملية Nordwind، هجومه المضاد في يوم رأس السنة. [بحاجة لمصدر أفضل]
مع فشل هجوم الآردين، وعدم وجود خطط عسكرية جديدة أو الموارد اللازمة لتنفيذها، قبلت القيادة العسكرية العليا الألمانية فقدان الجبهة الغربية. غادر هتلر في قطاره إلى شرق بروسيا في 16 يناير 1945 لتعزيز الدفاع بالتزامن مع وصول السوفييت بالفعل إلى غدانسك.[بحاجة لمصدر أفضل]
بعد أن تم تعيينه قائد OB West في 11 مارس، في 17 مارس، أمر Kesselring بإزالة جميع الوثائق السرية والمعدات الحساسة من القلعة. في 19 مارس، تعرضت القلعة والمنطقة المحيطة بها لغارة قصف مدفعي مدتها 45 دقيقة بواسطة سرب من طراز P-51 Mustangs. وقد أدى ذلك إلى فقدان 10 مدنيين، وتلف القلعة بالإضافة إلى العديد من المباني المحيطة بها أو دمرت أو أضرمت فيها النيران.[بحاجة لمصدر أفضل]
في 28 مارس، تخلى Kesselring وقواته عن مجمع القلعة. استولت وحدة تابعة للجيش الأمريكي على قلعة كرانسبيرج في 30 مارس.
خلال عدة أشهر من عام 1945، كانت القلعة (الاسم الرمزي Dustbin، اعتبارًا من يونيو / حزيران)  هي مركز الاستجواب الأنجلو أمريكي لألبرت شبير وهجالمار شاخت  بالإضافة إلى فيرنر فون براون وفارديناند بورشيه وغيرها من التقنيين والماليين وقادة الصناعة.

## أواخر القرن العشرين حتى الوقت الحاضر
في أعقاب إعادة توحيد ألمانيا، غادر الجيش الأمريكي قلعة كرانزبرغ في عام 1990 وأعادها إلى الحكومة الألمانية التي باعتها إلى أولريك برانديز، حفيدة إيما فون شيتلين في عام 1993. مرة أخرى أصبح المجمع مركزًا للثقافة والأحداث المجتمعية. أجبرت تكاليف تشغيل وصيانة القلعة برانديز على بيع عقاراتها إلى كلاوس لانديفيلد، رائد أعمال تكنولوجيا المعلومات، في عام 2000. قام بتحويل أجزاء من المجمع إلى مجمع أعمال لشركات تكنولوجيا المعلومات، وبدأ إعادة التحويل المعماري لتلك الأجزاء التي تم تشويهها خلال فترة الاستخدام العسكري. عندما عانت أعمال Landefeld من الانكماش الاقتصادي بعد انفجار فقاعة الإنترنت، توقفت هذه الجهود. في عام 2007، أُجبر على التنازل عن الملكية لشركة إدارة عقارات، والتي أنهت عملية مجمع الأعمال المتبقية في نهاية عام 2008.
وبحسب الشركة، التي تبحث عن مشترٍ، سيتم إعادة فتح بعض المرافق في قلعة كرانسبيرج في عام 2010.